# Bryan Wynter
Bryan Herbert Wynter (Londra, 8 settembre 1915 – Penzance, 2 febbraio 1975) è stato un pittore britannico.
La sua pittura era principalmente astratta, attingendo alla natura come fonte d'ispirazione.

## Biografia
Originariamente Bryan Wynter avrebbe dovuto recarsi a Zurigo per continuare lì gli affari della sua famiglia, ma invece si ribellò e andò a Londra nel 1938 per studiare arte alla Slade School of Fine Art. Nel 1945 si trasferì a St Ives in Cornovaglia e si unì al gruppo di pittori britannici St Ives Group, tra cui Peter Lanyon, Terry Frost, Patrick Heron, William Scott e Roger Hilton, tra gli altri.
Negli anni '50, Wynter sperimentò droghe, in particolare la mescalina. Le esperienze di intossicazione hanno influenzato il suo lavoro e la sua pittura è diventata molto più astratta. Tuttavia, la campagna della Cornovaglia è rimasta la fonte principale della sua ispirazione.
Nel 1959 Bryan Wynter partecipò a documenta 2 a Kassel.
Nel 1962, Winter ebbe un infarto. Ha sperimentato l'arte cinetica per qualche tempo. Alcuni oggetti notevoli di questo periodo sono le sue sculture cinetiche, che ha chiamato "IMOOS" (Immagini che si spostano nello spazio), costituite da specchi parabolici e strutture dipinte a rotazione libera. Negli ultimi dieci anni della sua vita, tornò a dedicarsi alla pittura.